# Grabowo (gmina)
Pour les articles homonymes, voir Grabowo.
Grabowo est une gmina rurale du powiat de Kolno, Podlachie, dans le nord-est de la Pologne. Son siège est le village de Grabowo, qui se situe environ 15 km à l'est de Kolno et 78 km au nord-ouest de la capitale régionale Białystok.
La gmina couvre une superficie de 128,48 km2 pour une population de 3 637 habitants.

## Géographie
La gmina inclut les villages d'Andrychy, Bagińskie, Borzymy, Chełchy, Ciemianka, Dąbrowa, Gałązki, Gnatowo, Golanki, Grabowo, Grabowskie, Grądy-Michały, Grądy-Możdżenie, Guty Podleśne, Jadłówek, Kamińskie, Konopki-Białystok, Konopki-Monety, Kownacin, Kurkowo, Łebki Duże, Łebki Małe, Łubiane, Marki, Milewo-Gałązki, Pasichy, Przyborowo, Rosochate, Siwki, Skroda Wielka, Stare Guty, Stawiane, Surały, Świdry Podleśne, Świdry-Dobrzyce, Wiszowate, Wojsławy et Żebrki.
La gmina borde les gminy de Biała Piska, Kolno, Przytuły, Stawiski, Szczuczyn et Wąsosz.